# اندیس مرمریت ۳۱۵۰
مرمریت ۳۱۵۰ یک اندیس مصالح ساختمانی است که در حوالی شهر قطروئیه استان فارس قرار دارد و مادهٔ معدنی موجود در آن، مرمریت است.